# Državni pečat
Državni pečat Republike Hrvatske služi predsjedniku Republike Hrvatske za ovjeru državnih akata, posebno zakona, ukaza, međunarodnih ugovora, imenovanja i odlikovanja.

## Povijest državnog pečata i prabilježnika

### Državni pečat u srednjovjekovnoj Hrvatskoj
U srednjem vijeku nije bilo posebnog državnog pečata. Uobičajno je bilo da vladari ili institucije (npr. biskup, kaptol) imaju svoje pečate kojima su potvrđivali isprave. Najstariji poznati pečat nekog hrvatskog vladara je onaj Petra Krešimira IV. iz 1070. godine. 

### Ovjera Cetingradske povelje za izbor hrvatskog kralja
Prva službena upotreba šahiranog grba kao hrvatskog državnog grba zabilježena je 1. siječnja 1527. godine na Cetinskom saboru, a povodom izbora austrijskog nadvojvode Ferdinanda Habsburškog za hrvatskog kralja. Tim povijesnom činom izdana je Cetingradska povelja, na kojoj se neposredno ispod teksta nalazi sedam pečata kojima je ova izborna isprava ovjerena, i to hrvatski državni pečat (s otiskom četvrtastih polja) u sredini, a do njega s lijeve i desne strane po tri pečata najuvaženijih hrvatskih velikaša toga vremena.

### Banski pečat i prabilježnik u Kraljevini Dalmacije, Hrvatske i Slavonije
Institucija prabilježnika javlja se već u 13. stoljeću i predstavlja jednu od ključnih institucija u upravi Kraljevine. Funkcija prabilježnika ukinuta je 1848. promjenom staleške uprave. Birao ga je Sabor Kraljevine Hrvatske, Dalmacije i Slavonije i potvrđivao ban, koji je obično istu osobu imenovao za svog prabilježnika.

Funkcije prabilježnika bile su:
1. Čuvar državnog i banovog pečata koji je javno lomio kada bi ban prestao obavljati bansku dužnost
2. Nadzor nad radom banskih kancelarista (pravna kontrola spisa) i savjetnik banu pri stilizaciji važnijih spisa
3. Bilježnik Sabora (sastavljao saborske spise, vodio knjigu saborskih zaključaka i ovjeravao ih potpisom i državnim pečatom)
4. Čuvar državnih spisa (acta Regni)
5. Predvodnik hrvatskih poslanika u Donjem domu Ugarsko-hrvatskog sabora gdje je čitao pritužbe i zahtjeve Kraljevine;
6. Pravosudna funkcija: sudjelovao je u radu oktavalnog suda, a u slučaju banove odsutnosti i predsjedao sudom (vidi Protonotarski sud), pri čemu je viceprotonotar vršio zapisničarsku službu. Promjene funkcija: prvom eformom sudstva 1723. osnovan je Banski stol u čijem je sastavu bio prabilježnik kao izvjestitelj o stalnim predmetima.

Zamjenik prabilježnika bio je viceprotonotar (viceprothonotarius), povremeno su bila dvojica. Institucija viceprotonotara je ukinuta 1743.

### Državni pečat u Nezavisnoj Državi Hrvatskoj
- Nezavisna Država Hrvatska: Dužnost državnog prabilježnika - čuvara državnoga pečata obnašao je od 11. listopada 1943. do sloma NDH 8. svibnja 1945. Andrija Artuković, ministar unutarnjih poslova NDH.

## Svrha državnog pečata
Svrha državnog pečata je ovjera državnog akta, koji potpisuje predsjednik Republike Hrvatske.

### Zakonsko uporište
Hrvatski sabor (Zastupnički dom Sabora Republike Hrvatske) donio je 4. svibnja 1995. Zakon o državnom pečatu Republike Hrvatske, koji je do danas na snazi. Zakonodavac propisuje svrhu i vrstu upotrebe, te ulogu njenog čuvara.

### Vrste državnih pečata
Zakonodavac propisuje upotrebu dviju vrste pečata:
- Veliki državni pečat utiskuje se na ratifikacijske isprave te na vjerodajnice i pisma ovlaštenja koja potpisuje predsjednik Republike u okviru ustavnih ovlaštenja predstavljanja i zastupanja Republike Hrvatske u inozemstvu. 
Veliki državni pečat kružnog je oblika, promjera 80 mm, a u sredini pečata je grb Republike Hrvatske. U krugu oko grba Republike Hrvatske na gornjoj strani je riječ "REPUBLIKA", a na donjoj strani je riječ "HRVATSKA". Oko grba Republike Hrvatske i toga napisa kružno se nalazi starohrvatski troplet. namijenjen je za utiskivanje u pečatni vosak izravno na ispravu ili u pečatni vosak u zaštitnoj kutijici, koja se privezuje trakom u bojama državne zastave na ispravu.

- Mali državni pečat otiskuje se na odluke o proglašenju zakona, odluke o dodjeli odlikovanja te na druge akte i isprave koje donosi predsjednik Republike. 
Mali državni pečat je promjera 50 mm istoga sadržaja kao i veliki državni pečat. Mali državni pečat namijenjen je za otisak crnilom na papiru, te za utiskivanje izravno na ispravu ili na papirnu podlogu, koja se lijepi na ispravu.

## Čuvar državnog pečata

### Nadležnost Čuvara
Zakon propisuje da državne pečate čuva čuvar državnoga pečata Republike Hrvatske kojeg imenuje predsjednik Republike Hrvatske. Čuvar državnog pečata odgovoran je za uporabu pečata, a predstojnik Ureda predsjednika donosi pravila o čuvanju državnog pečata. 
Čuvar državnog pečata provjerava jesu li međunarodni dokumenti i ugovori koji obavezuju državu prošli sve potrebne zakonske procedure i jesu li i dalje u državnom interesu kao i u trenutku kada su bili inicirani. Nakon što čuvar državnog pečata ovjeri valjanost donesenog akta, predsjednik Republike ga potpisuje. Uloga čuvara je počasna. 

### Čuvari državnog pečata u Hrvatskoj
- Republika Hrvatska: Prvi i do danas jedini čuvar državnog pečata u suvremenoj Hrvatskoj bio je Ivan Milas koji je dužnost čuvara obnašao u doba prvog hrvatskog predsjednika Franje Tuđmana (6. lipnja 1995. – 1. veljače 2000.). Kasnije nije imenovan novi čuvar, no zakonska odredba još uvijek je na snazi.

### Čuvari državnog pečata u svijetu
Čuvar državnog pečata javna je dužnost u polupredsjedničkim sustavima (Francuska, SAD), te u monarhijama. U Velikoj Britaniji zove se Lord Keeper of the Great Seal i izrazito je visoko pozicijoniran u hijerarhijskoj ljestvici Britanske krune. Čuvari mogu zakon vratiti u parlamentarnu proceduru. U većini zemalja ulogu čuvara pečata obnaša ministar pravosuđa.

## Poveznice
- Predsjednik Republike Hrvatske
- Pečatoslovlje
- Protonotar